# Gedun Drub
Gendun Drup, também grafado Gendün Drub e Gedun Drub, (1391 – 1474) é considerado o primeiro da linhagem dos dalai-lamas do Tibete, e de quem os sucessores se consideram reencarnados. O seu nome de nascimento era Pema Dorje. Foi discípulo de Tsongkhapa. 